# 干江镇
干江镇是中华人民共和国浙江省台州市玉环市下辖的一个镇。

## 沿革
干江镇位于楚门－玉环半岛最南端，东濒东海，南隔海与鸡山乡相望，西临漩门湾，北接龙溪镇。干江镇古代为两山间海港，长10千米左右，后因海涂淤涨析出，开始称南侧排山为干港山，明代改称干江山。清朝乾隆六十年（1795年)，设立江村。民国二十三年（1934年），建干江乡。中华人民共和国成立后，沿用干江乡，析分为干江乡、盐盘乡、栈台乡。1953年，三个乡再次合并，称干江乡。1958年撤乡，称干江管理区，属楚门公社。1961年，成立干江公社。1965年，栈头、炮台等地划出，另立栈台公社。1964年，干江公社改名干江乡。1984年，复置乡。1992年5月，将原干江乡、栈台乡合并，建立干江镇。辖面积29.37平方千米，耕地面积8340亩，属沿海半山区。

## 交通
栈头海港为干江镇主要海运口岸，海运通温州、上海。楚栈公路经此。

## 行政区划
干江镇下辖以下村级行政区划单位：
下栈台村、干江村、盐盘村、老敖前村、湖山头村、下礁门村、上礁门村、垟坑村、甸山头村、上栈台村、花明村、白马岙村、断岙村、梅岭村、东渔村、垟岭村、木杓头村、炮台村和桔场村。

## 中国传统村落
2013年8月，白马岙村获批第二批中国传统村落。